# Partidul Alianței pentru Unitatea Românilor
Partidul Alianței pentru Unitatea Românilor (PAUR) a fost o formațiune politică desprinsă din PUNR și condusă de Gheorghe Funar. Gheorghe Funar, împreună cu 40.000 de susținători, după cum susținea acesta la acea vreme, au hotărât să intre în Partidul România Mare, în noiembrie 1998, după ce instanța a refuzat să înregistreze formațiunea lor politică.